# Викофф (Міннесота)
Викофф (англ. Wykoff) — місто (англ. city) в США, в окрузі Філлмор штату Міннесота. Населення — 432 особи (2020).

## Географія
Викофф розташований за координатами 43°42′31″ пн. ш. 92°15′59″ зх. д. / 43.70861° пн. ш. 92.26639° зх. д. (43.708706, -92.266456).  За даними Бюро перепису населення США в 2010 році місто мало площу 2,48 км², уся площа — суходіл.

## Демографія
Згідно з переписом 2010 року, у місті мешкали 444 особи в 198 домогосподарствах у складі 126 родин. Густота населення становила 179 осіб/км².  Було 217 помешкань (87/км²).
Расовий склад населення:
| - 98,9 % — білих - 0,2 % — корінних американців - 0,2 % — чорних або афроамериканців - 0,2 % — азіатів |

До двох чи більше рас належало 0,5 %. Частка іспаномовних становила 0,0 % від усіх жителів.
За віковим діапазоном населення розподілялося таким чином: 21,4 % — особи молодші 18 років, 58,1 % — особи у віці 18—64 років, 20,5 % — особи у віці 65 років та старші. Медіана віку мешканця становила 44,0 року. На 100 осіб жіночої статі у місті припадало 93,0 чоловіків;  на 100 жінок у віці від 18 років та старших — 88,6 чоловіків також старших 18 років.
Середній дохід на одне домашнє господарство  становив 49 210 доларів США (медіана — 41 583), а середній дохід на одну сім'ю — 59 144 долари (медіана — 52 250). Медіана доходів становила 42 125 доларів для чоловіків та 28 672 долари для жінок. За межею бідності перебувало 17,1 % осіб, у тому числі 29,3 % дітей у віці до 18 років та 14,5 % осіб у віці 65 років та старших.
Цивільне працевлаштоване населення становило 253 особи. Основні галузі зайнятості: освіта, охорона здоров'я та соціальна допомога — 31,6 %, виробництво — 19,0 %, транспорт — 9,9 %, роздрібна торгівля — 9,5 %.